# Ponarka II
Ponarka II − dawniej wieś, obecnie część Ponarki na Białorusi, w obwodzie grodzieńskim, w rejonie smorgońskim, w sielsowiecie Krewo.

## Historia
W czasach zaborów wieś w gminie Krewo, w powiecie oszmiańskim, w guberni wileńskiej Imperium Rosyjskiego. W 1866 roku Ponarka I i Ponarka II liczyły 51 mieszkańców w 15 domach. W 1905 roku zaścianek liczył 3 mieszkańców, 32 dziesięcin.
W latach 1921–1945 wieś leżała w Polsce, w województwie wileńskim, w powiecie oszmiańskim, w gminie Kucewicze.
W 1931 wieś w 4 domach zamieszkiwały 33 osoby.
Wierni należeli do parafii rzymskokatolickiej w Borunach i prawosławnej w Krewie. Miejscowość podlegała pod Sąd Grodzki w Oszmianie i Okręgowy w Wilnie; właściwy urząd pocztowy mieścił się w Kucewiczach.
Po II wojnie światowej w granicach Związku Sowieckiego. Od 1991 w niepodległej Białorusi.